# Mazerolles (Vienne)
Mazerolles település Franciaországban, Vienne megyében. Lakosainak száma 853 fő (2022. január 1.). Mazerolles Bouresse, Civaux, Gouex, Lussac-les-Châteaux és Verrières községekkel határos.

## Népesség
A település népességének változása:
| Lakosok száma | 851  | 840  | 858  | 851  | 856  | 862  | 865  | 871  | 853  |
|               | 2013 | 2015 | 2016 | 2017 | 2018 | 2019 | 2020 | 2021 | 2022 |